# Eumeces schneideri
Espèce
Synonymes
- Scincus schneideri Daudin, 1802
- Scincus pavimentatus Geoffroy Saint-Hilaire, 1827
- Euprepis princeps Eichwald, 1839
- Plestiodon aldrovandi Duméril & Bibron, 1839
- Eumeces schneideri aldrovandii (Duméril & Bibron, 1839)
- Eumeces pavimentatus var. syriaca Boettger, 1883
- Eumeces schneiderii variegatus Schmidt, 1939
- Eumeces zarudnyi Nikolsky, 1900

Eumeces schneideri est une espèce de sauriens de la famille des Scincidae.

## Répartition
Cette espèce se rencontre :
- Au Maroc, en Algérie, en Tunisie, en Libye et en Égypte ;
- au Moyen-Orient ;
- en Transcaucasie et au Daghestan ;
- au Turkménistan, en Ouzbékistan, au Tadjikistan, en Afghanistan et au Pakistan.

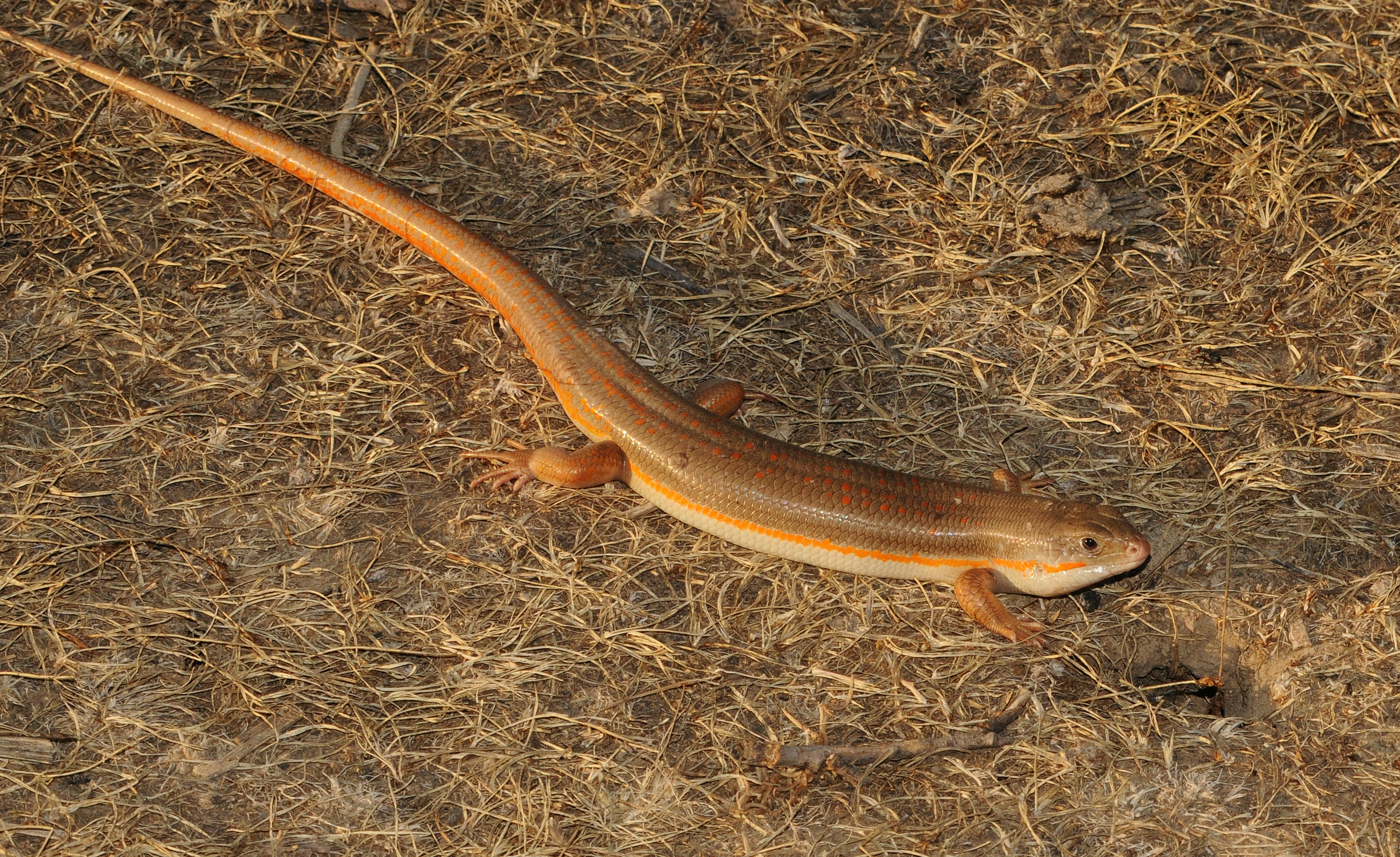

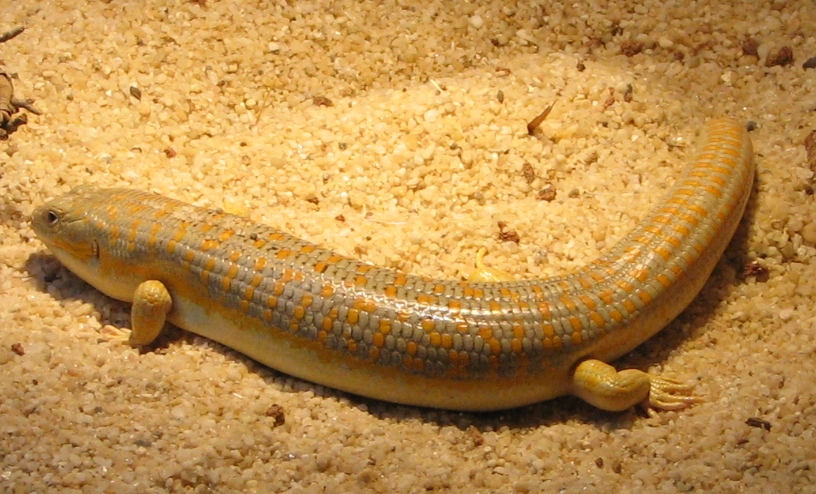

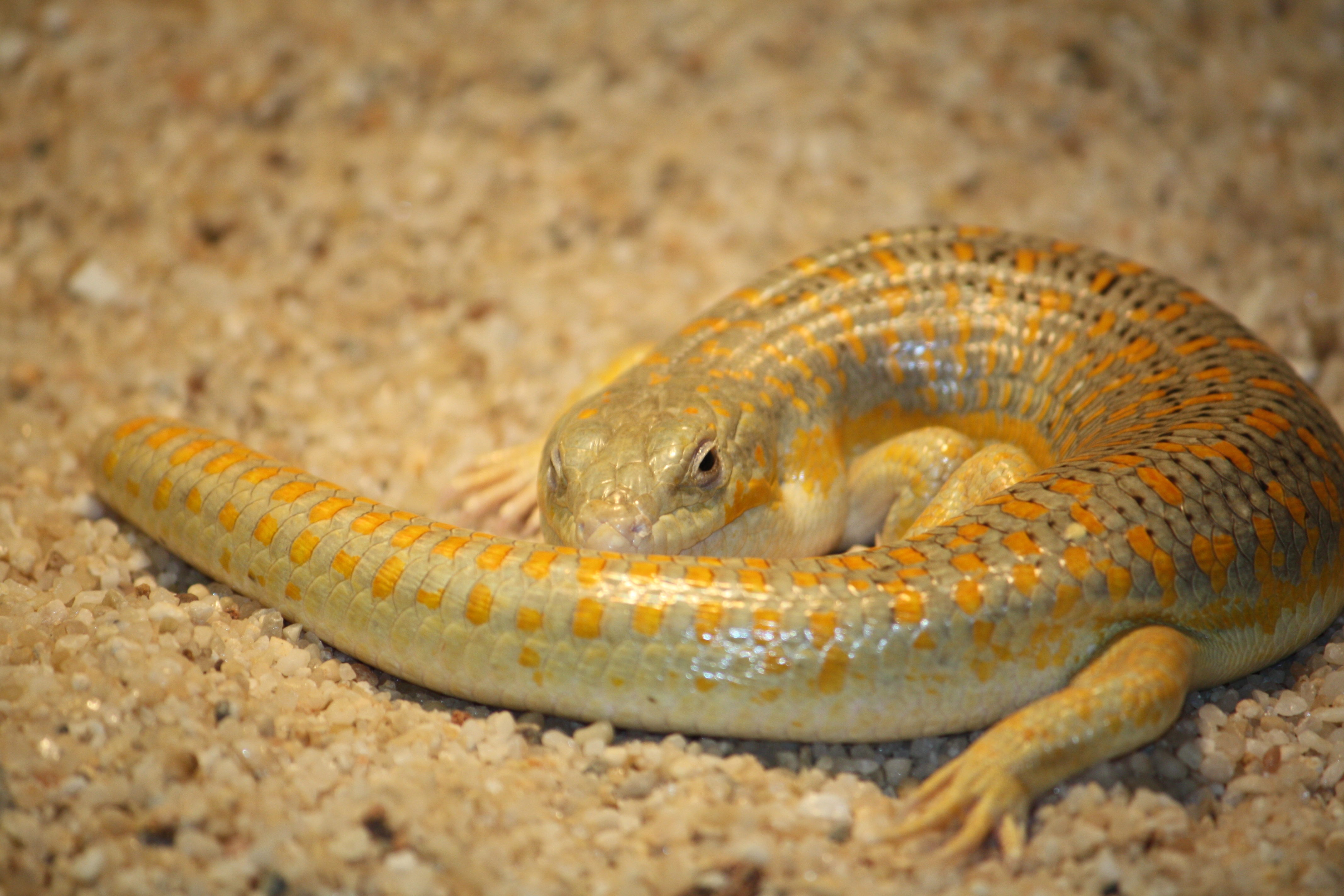

## Liste des sous-espèces
Selon The Reptile Database (18 décembre 2013) :
- Eumeces schneideri barani Kumlutas, Arikan, Ilgaz & Kaska, 2007
- Eumeces schneideri pavimentatus (Geoffroy Saint-Hilaire, 1827)
- Eumeces schneideri princeps (Eichwald, 1839)
- Eumeces schneideri schneideri (Daudin, 1802)
- Eumeces schneideri zarudnyi Nikolsky, 1900

## Étymologie
Cette espèce est nommée en l'honneur de Johann Gottlob Schneider,.

## Publications originales
- Duméril & Bibron, 1839 : Erpétologie Générale ou Histoire Naturelle Complète des Reptiles. vol. 5, Roret/Fain et Thunot, Paris, p. 1-871 (texte intégral).
- Daudin, 1802 : Histoire Naturelle, Générale et Particulière des Reptiles; Ouvrage faisant suite à l'Histoire Naturelle générale et particulière, composée par Leclerc de Buffon; et rédigée par C.S. Sonnini, membre de plusieurs sociétés savantes, vol. 4, F. Dufart, Paris, p. 1-397 (texte intégral).
- Eichwald, 1839 : De dubus novis amphibiorum speciebus. Bulletin de la Société impériale des naturalistes de Moscou, vol. 11, p. 303-307 (texte intégral).
- Geoffroy Saint-Hilaire, 1827 : Reptiles in Savigny, 1827 : Description d’Égypte. Histoire Naturelle. Paris, vol. 1, p. 121-160 (texte intégral).
- Kumlutas, Arikan, Ilgaz & Kaska, 2007 : A new subspecies, Eumeces schneiderii barani n. ssp (Reptilia: Sauria: Scincidae) from Turkey. Zootaxa, no 1387, p. 27–38.
- Nikolsky, 1900 "1899" : Reptiles, amphibiens et poissons recueillis pendent le voyage de Mr. N. A. Zaroudny en 1898 dans la Perse. Annuaire Musée Zoologique de l'Académie Impériale des Sciences de St.-Pétersbourg, vol. 1899, p. 375-418.